# Freddie Tuilagi
Fereti Tuilagi (Apia, 9 de junio de 1971) es un agente deportivo y ex–jugador samoano de rugby que se desempeñaba como centro. Fue internacional con Manu Samoa de 1992 a 2002.

## Biografía
Es el padre de Fred Tuilagi y el hermano mayor de Henry Tuilagi, Alesana Tuilagi, Anitelea Tuilagi, Sanele Tuilagi y Manu Tuilagi, todos también jugadores de rugby.
En 2015 participó como uno de los entrevistados en Pacific Warriors, una película documental sobre las selecciones de Fiyi, Samoa y Tonga.

## Selección nacional
Debutó ante Tonga en junio de 1992 y disputó su último partido frente a los Springboks en julio de 2002. En total jugó 17 partidos y marcó 10 puntos, productos de dos tries.

### Participaciones en Copas del Mundo
Participó del mundial de Sudáfrica 1995 donde Tuilagi fue suplente de Tupo Fa'amasino, por lo que solo jugó unos minutos en el último partido. Los samoanos vencieron a la Azzurri y a los Pumas, clasificando por segunda vez consecutiva a la fase final y aquí perdieron contra los anfitriones.
| Mundial                       | Sede      | Resultado        | PJ | Tries |
| ----------------------------- | --------- | ---------------- | -- | ----- |
| Copa Mundial de Rugby de 1995 | Sudáfrica | Cuartos de final | 1  | 0     |

## Palmarés
- Campeón del Pacific Nations Cup de 1992.
- Campeón de la Copa de Campeones de 2000–01 y 2001–02.
- Campeón de la Premiership Rugby de 2000–01 y 2001–02.